# Basedowena squamulosa
Basedowena squamulosa är en snäckart som först beskrevs av Tate 1894.  Basedowena squamulosa ingår i släktet Basedowena och familjen Camaenidae. Inga underarter finns listade i Catalogue of Life.